# La Gioconda (taller de Leonardo da Vinci)
La Gioconda o Mona Lisa del taller de Leonardo da Vinci, también conocida como «La Gioconda del Prado», es una pintura realizada al óleo sobre tabla de nogal, entre 1503 y 1519, y conservada desde 1819 en el Museo del Prado de Madrid (España). La obra repite, de manera muy precisa, el cuadro de La Gioconda, obra maestra de Leonardo y conservado en el Museo del Louvre de París (Francia). De las numerosas copias existentes de la obra, esta tabla es considerada la versión más temprana de las conocidas hasta la fecha. Además, presenta la peculiaridad de haber sido realizada de forma simultánea al original por uno de los alumnos del maestro, siguiendo el mismo proceso de elaboración y bajo la supervisión del propio Leonardo, aunque en su ejecución material los estudios técnicos no han encontrado señales que indiquen una posible participación del maestro.
La primera referencia segura a esta obra en España es la que hizo en el siglo XVIII el historiador Antonio Ponz en su Viage de España, aunque su entrada al país, y en particular a las colecciones reales españolas, debió de producirse tiempo atrás, puesto que parece que en las primeras décadas del siglo XVII ya se encontraba en España. Probablemente se trate de la «muger de mano de Leonardo Abince» inventariada en 1666 en la Galería del Mediodía del desaparecido Real Alcázar de Madrid. Habitualmente expuesta en el Prado desde su llegada en el primer tercio del siglo XIX, la obra fue sometida a un proceso de estudio, limpieza y restauración a partir de 2010 ante una petición de préstamo para la exposición temporal, La Sainte Anne, l'ultime chef-d'œuvre de Léonard de Vinci (La Santa Ana, la última obra maestra de Leonardo da Vinci), que se inauguró a finales de marzo de 2012 en el Louvre. Este proceso consistió en un examen técnico estándar a la que fue sometida, que incluyó reflectografía infrarroja, radiografía, fluorescencia inducida con luz ultravioleta e inspección con lupa binocular. La reflectografía y el examen de la superficie de la tabla con luz rasante revelaron la presencia de un paisaje debajo del fondo oscuro que rodeaba la figura. Se comparó la reflectografía con la que se había sacado en 2004 del cuadro del maestro y se comprobó que el dibujo subyacente es similar en ambas obras y que las correcciones que aparecen en la pintura original se repiten una por una en la copia.
Gracias a este estudio técnico y restauración, se pudo recuperar su aspecto original, así como su importancia histórico-artística, ya que hoy en día se considera la versión más importante de La Gioconda, así como uno de los testimonios más importantes de las prácticas del taller de Leonardo. El conservador del Museo del Prado, Miguel Falomir Faus, afirmaba en la guía de pintura italiana del Renacimiento del museo que: «sea quien fuere, se trata de un pintor discreto responsable de las imperfecciones anatómicas presentes en la copia y ausentes en el original, como el deficiente tratamiento del pecho de la modelo. Es además un pintor técnica y estéticamente alejado de Leonardo [...]. Poseedor de una caligrafía minuciosa, desconoce el "sfumato" leonardesco, como se percibe en el modo de aplicar el color, sin matices y en superficies limitadas por gruesas líneas negras». Tras el redescubrimiento del paisaje del fondo, añadió: «esto está ejecutado por un pintor que es de una pincelada, una caligrafía, mucho más lineal, mucho más compacta, y que no tiene nada que ver con el sfumato del Leonardo maduro. La ventaja que tiene es que evidentemente el cuadro tiene menos calidad, tiene menos misterio, pero se pueden percibir elementos que en el otro están apenas sugeridos».
Su estado de conservación es mucho mejor que el de la obra del Louvre, influido por la naturaleza de la tabla de mejor calidad. Su aspecto más limpio y su ejecución mucho más nítida permiten obtener información sobre el paisaje del fondo y sobre detalles de elementos poco visibles en el cuadro de París: el color pelirrojo del cabello, el vestido, el velo, la silla, o las columnas, entre otros. La tabla de tan buena calidad suscita interrogantes sobre la identidad del comitente; incluso se ha creído que fue la obra del Prado la que Leonardo entregó a Lisa Gherardini y a su esposo, Francesco del Giocondo, como el retrato original, mientras él seguía buscando la perfección en su obra. Asimismo, la Mona Lisa de Madrid está realizada con materiales muy nobles, como el lapislázuli e incluso con laca roja, lo que sugiere que debió de tratarse de algún encargo importante. En cualquier caso, por su ejecución esmerada y factura muy cuidada, la obra del Prado no puede ser considerada como una simple y rutinaria copia de taller, a pesar de las diferentes calidades entre la original y esta, la cual, no obstante, presenta la singularidad de no intentar hacerse pasar por La Gioconda del maestro.
Sobre la autoría, se ha asegurado que la obra de Madrid fue realizada por alguno de los alumnos más aventajados y próximos a Leonardo, quizá Francesco Melzi o Salai, herederos de su obra artística y quienes tenían acceso directo a su fondo de paisajes; si bien, reconocidos expertos italianos apuntan a un discípulo español, acaso Fernando Yáñez de la Almedina o Fernando Llanos, pintores activos en el ámbito valenciano que colaboraron con Leonardo en Florencia. Los estudios técnicos indican que soporte, preparación, dibujo subyacente y aplicación de la capa de pintura son idénticos en esta copia de la Gioconda y la llamada versión Ganay del Salvator Mundi, lo que indica, inequívocamente, que ambos cuadros fueron pintados por el mismo artista, que probablemente lo fuese también de la versión Landsowne de la Virgen del huso, con la que se relacionan estrechamente en la forma de aplicar la materia pictórica.

## Historia

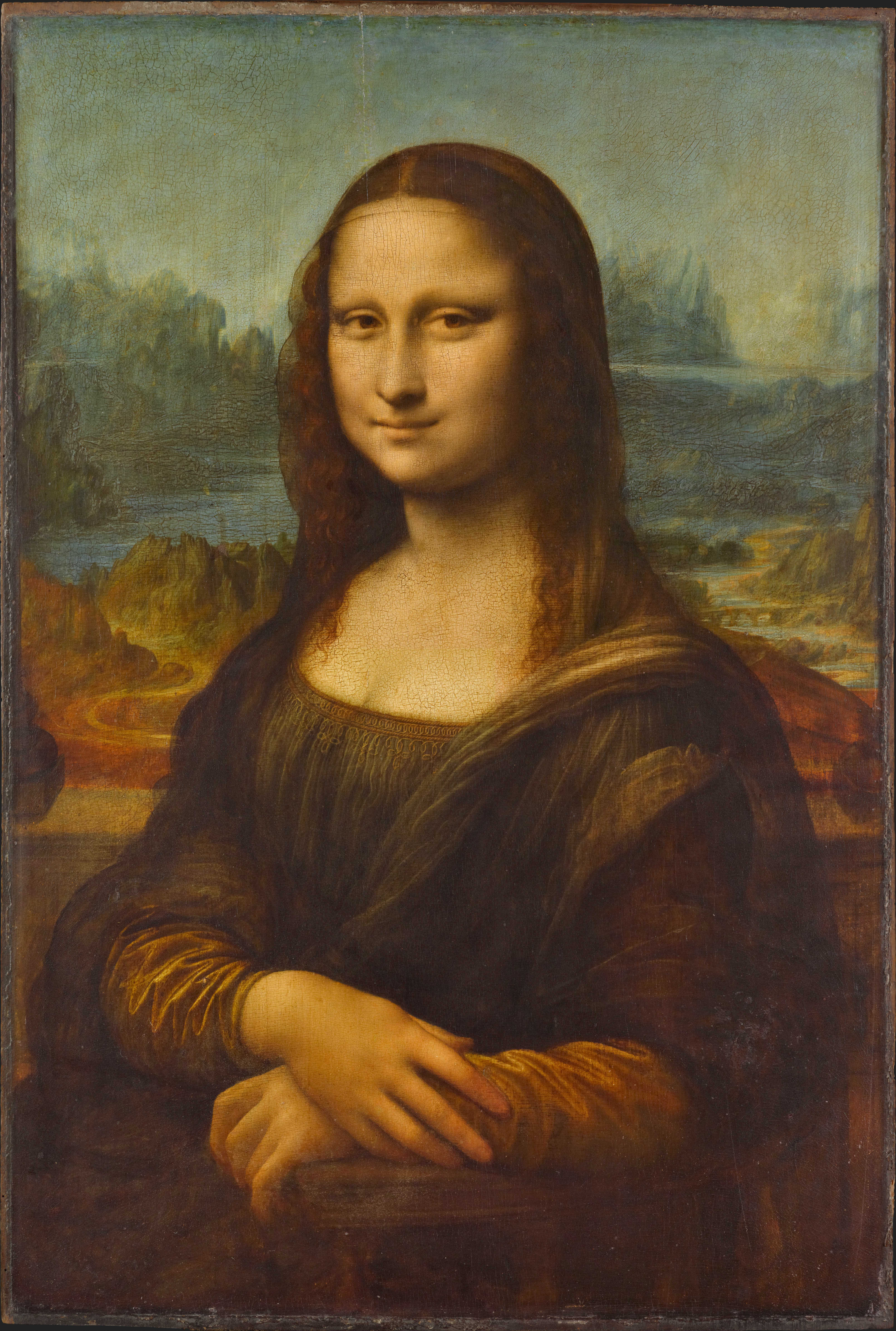
La Gioconda original, de Leonardo (1503-1519). París, Museo del Louvre.

Se desconocen los orígenes de La Gioconda del Museo del Prado, aunque están directamente relacionados con los de su gemela del Louvre, puesto que está probado que ambas fueron pintadas al mismo tiempo. Sin embargo, se desconoce cuándo entró en las colecciones reales españolas, aunque se cree que la obra ya se encontraba en España desde las primeras décadas del siglo XVII. Se ha sugerido que pudo traerla al país el escultor Pompeo Leoni, quien poseía valiosas obras sobre papel de Leonardo, entre ellas, los Códices Madrid I y II, que se trajo de Italia y que actualmente se encuentran en la Biblioteca Nacional de España; pero faltan pruebas documentales que apoyen esta hipótesis. Junto con cientos de obras de propiedad real, pasó al Prado en su etapa fundacional y consta allí desde la apertura del museo en 1819.

### Redescubrimiento de su aspecto original

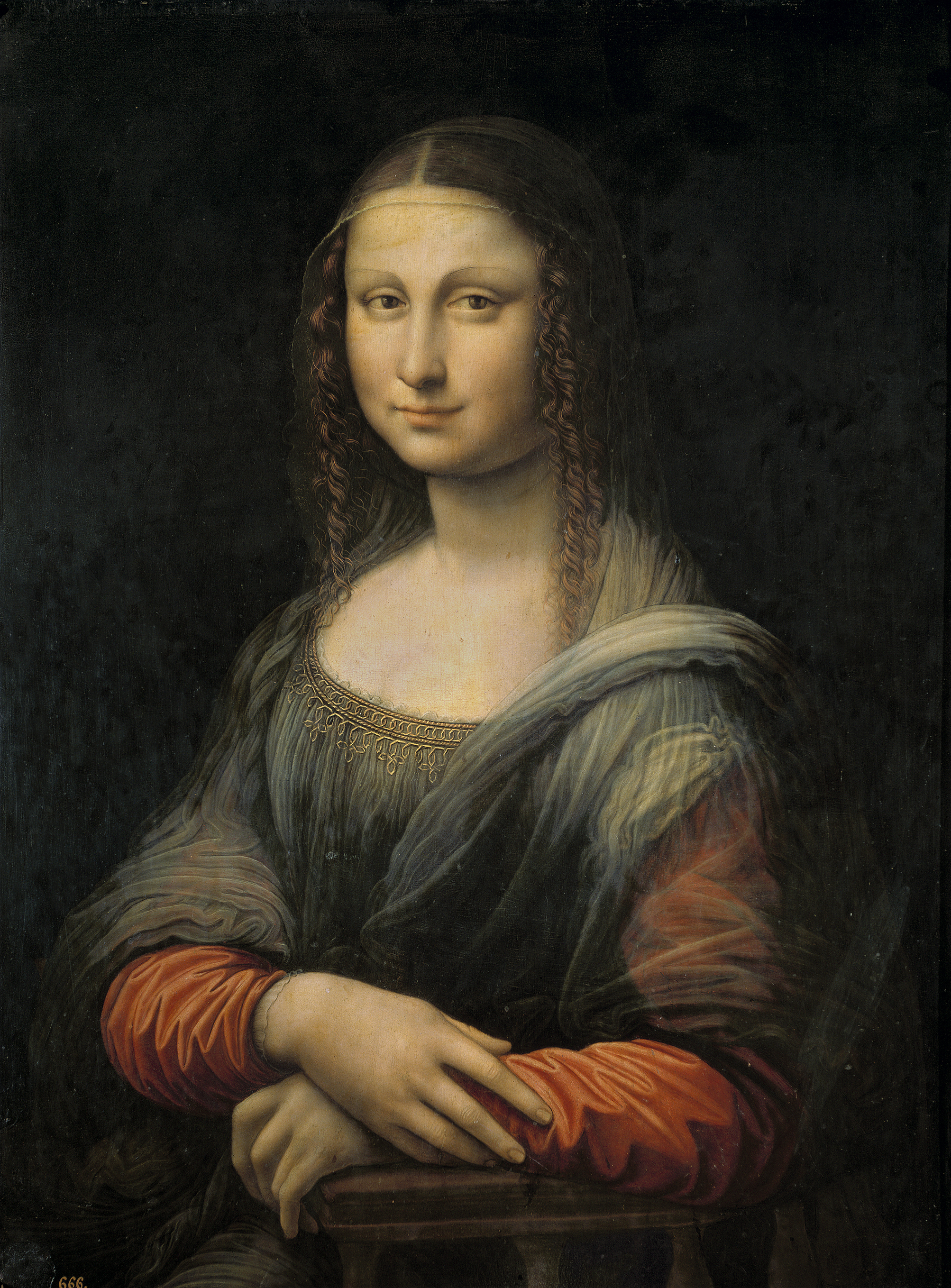
Aspecto de la copia anterior a la restauración, con el fondo cubierto por el repinte oscuro.

## Intervención

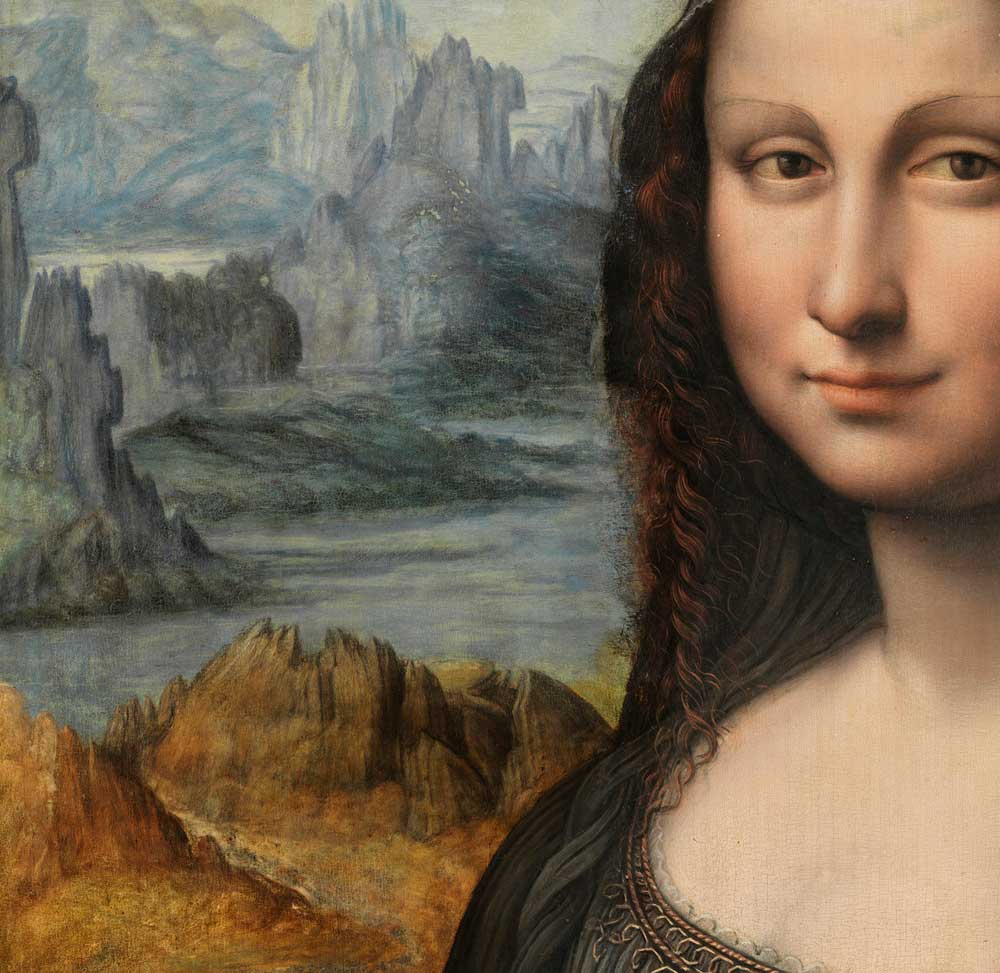
Detalle de la copia una vez devuelto el paisaje a la superficie pictórica.

### Francesco Melzi o Andrea Salai

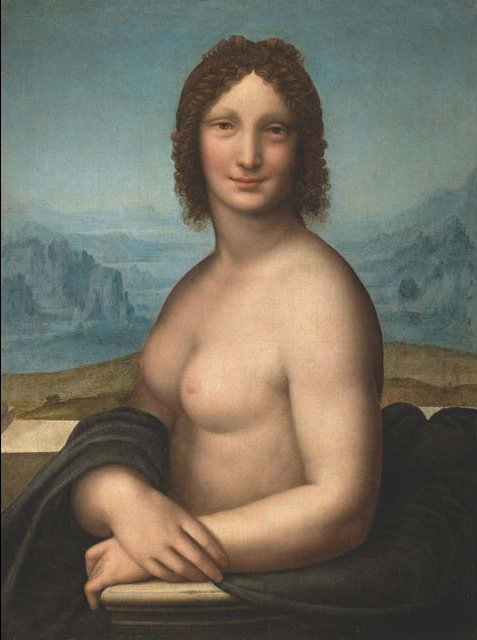
La Monna Vanna, atribuida a Andrea Salai. Colección privada, Suiza.

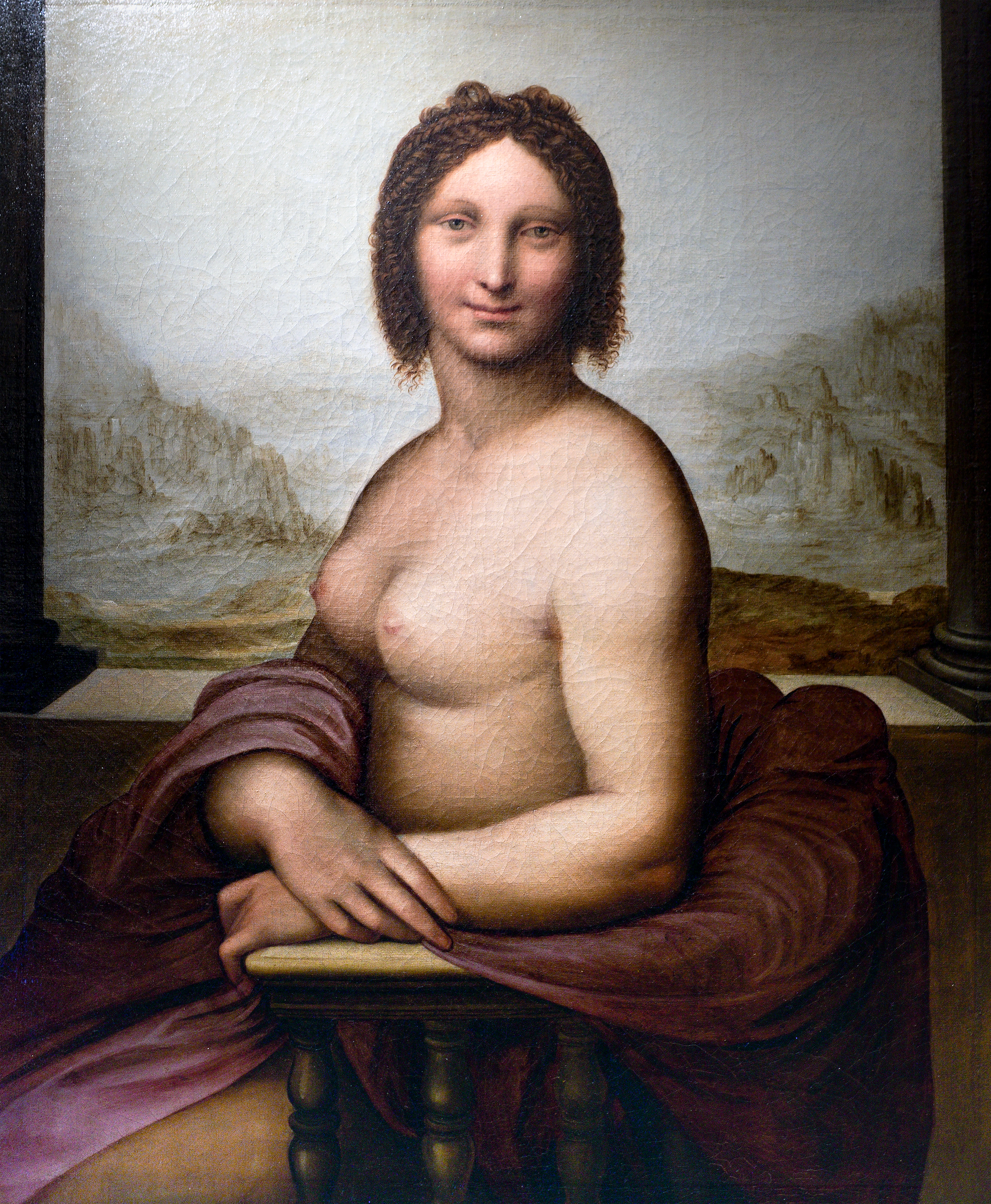
Mona Lisa desnuda, versión Primoli, Roma.

### Fernando Yáñez de la Almedina o Fernando Llanos

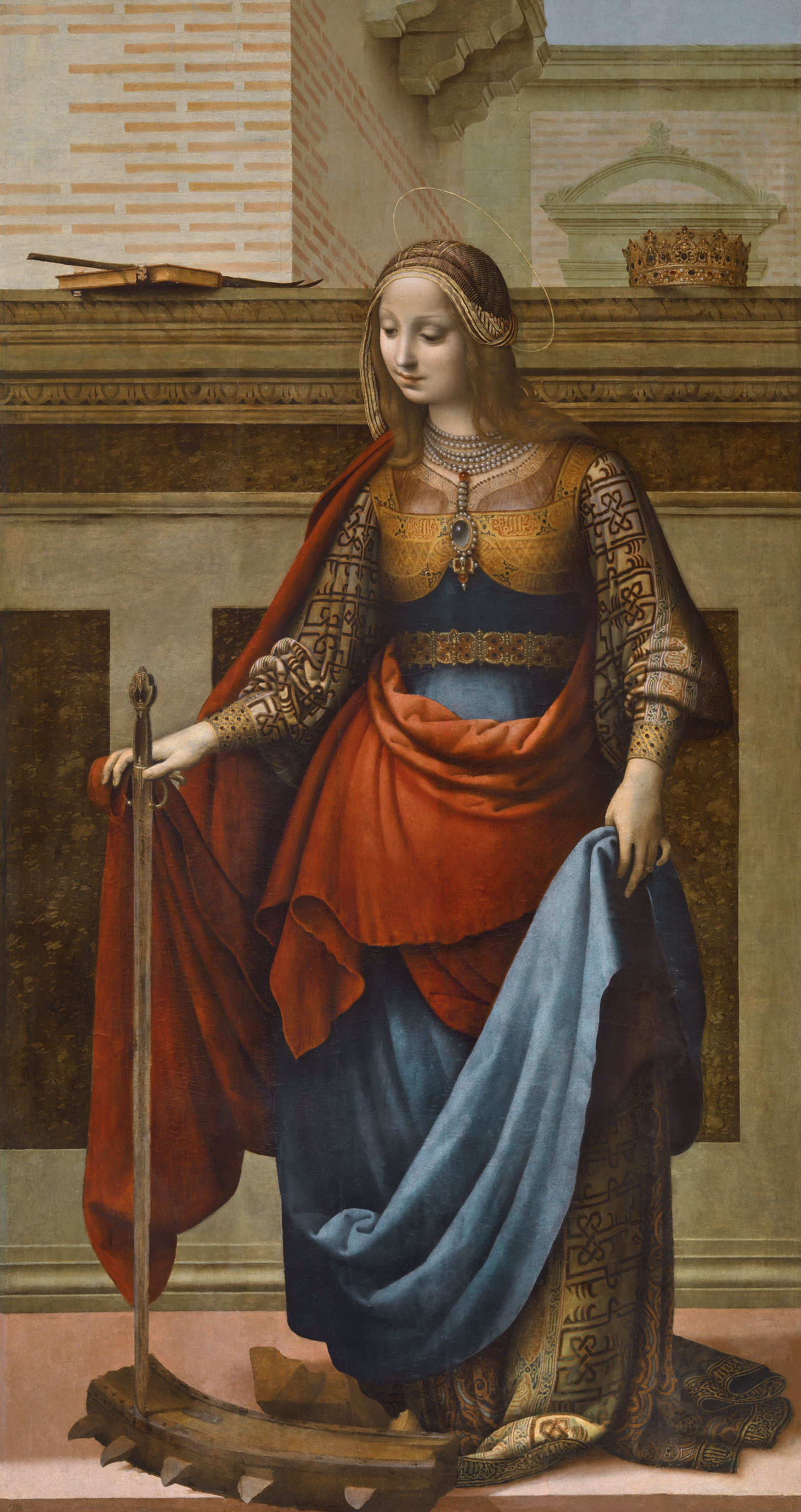
Santa Catalina, de Fernando Yáñez (1510). Museo del Prado, Madrid.